# 8249 Gershwin
8249 Gershwin eller 1980 GG är en asteroid i huvudbältet som upptäcktes den 13 april 1980 av den tjeckiske astronomen Antonín Mrkos vid Kleť-observatoriet i Tjeckien. Den är uppkallad efter den amerikanske kompositören George Gershwin.
Asteroiden har en diameter på ungefär 7 kilometer.